# Liste der Baudenkmäler in Berg am Laim
Auf dieser Seite sind die Baudenkmäler im Münchner Stadtteil Berg am Laim im gleichnamigen Stadtbezirk 14 aufgelistet. Zu diesen Baudenkmälern gibt es auch eine Bildersammlung und ein Fotoalbum mit ausgewählten Bildern.
Diese Liste ist Teil der Liste der Baudenkmäler in München. Grundlage ist die Bayerische Denkmalliste, die auf Basis des bayerischen Denkmalschutzgesetzes vom 1. Oktober 1973 erstmals erstellt wurde und seither durch das Bayerische Landesamt für Denkmalpflege geführt und aktualisiert wird. Die folgenden Angaben ersetzen nicht die rechtsverbindliche Auskunft der Denkmalschutzbehörde.

## Einzelbauwerke
| Lage                                                                                                 | Objekt | Beschreibung | Akten-Nr.                  | Bild                                                                                               |
| --- | --- | --- | -------------------------- | -------------------------------------------------------------------------------------------------- |
| Am Kartoffelgarten 18/20; Nähe Elisabeth-Bergner-Straße; Nähe Erika-Köth-Straße (Standort)           | Teile des ehemaligen Pfanni-Werkes: Ehemaliges Verwaltungsgebäude                                                                                       | Sechsgeschossiges Scheibenhochhaus mit Staffelgeschoss und von Betonrahmen eingefassten geschosshohen Fensterbändern, von Wolf Klemm, 1957–58; Baukeramik am Eingang, Darstellung des Kartoffelanbaus in stilisierten Formen. | D-1-62-000-11070           | weitere Bilder                                                                                     |
| Am Kartoffelgarten 18/20; Nähe Elisabeth-Bergner-Straße; Nähe Erika-Köth-Straße (Standort)           | Teile des ehemaligen Pfanni-Werkes: Ehemaliges Kesselhaus                                                                                               | Gestaffelter Massivbau mit sehr flachen Walmdächern und zusammengefassten geschossübergreifenden Fensterelementen mit hervortretenden Sichtbetonrahmen, von Wolf Klemm, 1956. | D-1-62-000-11070 zugehörig | Teile des ehemaligen Pfanni-Werkes: Ehemaliges Kesselhaus                                          |
| Baumkirchner Straße 1 (Standort)                                                                     | Ehemaliges Bauernhaus, eine Zeit lang Café Mahlerhaus                                                                                                   | Zweigeschossiger Satteldachbau mit traufseitigem Holzbalkon und Aufzugsgaube, zweite Hälfte 19. Jahrhundert Das Haus wurde der Stadt München testamentarisch mit der Auflage vermacht, dort eine Kindertagesstätte einzurichten. Das Gebäude entspricht jedoch nicht den städtischen Standards für Kitas. Stand April 2018 prüft die Stadt aufwendig, ob sie das Vermächtnis annehmen wird. | D-1-62-000-607 Wikidata    | weitere Bilder                                                                                     |
| Baumkirchner Straße 5 (Standort)                                                                     | Wohn- und Geschäftshaus | Viergeschossiger, traufseitiger Satteldachbau mit rustiziertem Erdgeschoss, Flacherker mit Maßwerkdekor und getrepptem Zwerchgiebel mit Figur und Turmaufsatz, in Formen der deutschen Renaissance, um 1900 | D-1-62-000-608 Wikidata    | weitere Bilder                                                                                     |
| Baumkirchner Straße 9 (Standort)                                                                     | Ehemaliges Schulhaus | Zweigeschossiger Putzbau mit Walmdach und Gurtgesims, spätklassizistisch, 1870 | D-1-62-000-609 Wikidata    | weitere Bilder                                                                                     |
| Baumkirchner Straße 15 (Standort)                                                                    | Wohnhaus | zunächst freistehender zweigeschossiger verputzter Bau, wohl um 1870, Aufstockung eines 2. Obergeschosses mit Pultdach, 1889, südseitig um eine Achse erweitert, wohl frühes 20. Jahrhundert | D-1-62-000-11302           | BW                                                                                                 |
| Baumkirchner Straße 45 (Standort)                                                                    | Katholische Filialkirche St. Stephan | Wandpfeilerbau mit dreiseitigem Chorschluss und Fassadenturm mit oktogonalem Obergeschoss und Spitzhelm, um 1511, um 1713/27 barockisiert; mit Ausstattung Alter Friedhof mit Grabmälern | D-1-62-000-611 Wikidata    | weitere Bilder                                                                                     |
| Berg-am-Laim-Straße 131/131a (Standort)                                                              | Wegkreuz zur Erinnerung an die 1851 abgebrochene Maria-Loreto-Kapelle                                                                                   | Neubarock | D-1-62-000-709 Wikidata    | Wegkreuz zur Erinnerung an die 1851 abgebrochene Maria-Loreto-Kapelle                              |
| Burggrafenstraße 1; Friedenstraße 34 (Standort)                                                      | Mietshausgruppe | In Ecklage, viergeschossiger Mansarddachbau mit Zwerchhaus, zwei Erkern und rustiziertem Erdgeschoss, in historisierenden Formen, um 1910/20 | D-1-62-000-1028 Wikidata   | weitere Bilder                                                                                     |
| Clemens-August-Straße 3 (Standort)                                                                   | Ehemaliges Tagelöhnerhaus | Erdgeschossiger, giebelständiger und langgestreckter Schopfwalmdachbau, um 1800 | D-1-62-000-1066 Wikidata   | weitere Bilder                                                                                     |
| Clemens-August-Straße 10 (Standort)                                                                  | Kleinhaus | Erdgeschossiger traufseitiger Satteldachbau, erste Hälfte 19. Jahrhundert Hausmadonna, wohl 19. Jahrhundert | D-1-62-000-1070 Wikidata   | Kleinhaus                                                                                          |
| Friedenstraße 22 (Standort)                                                                          | Ehemaliges Verwaltungsgebäude Firma Rhenania | Zweigeschossiger Walmdachbau mit Pilastergliederung und Merkurrelief im Bogenfeld über dem Eingang, neuklassizistisch, um 1920 | D-1-62-000-1880 Wikidata   | weitere Bilder                                                                                     |
| Friedenstraße 34a/36 (Standort)                                                                      | Mietshausgruppe | In Ecklage, viergeschossiger Satteldachbau mit Zwerchhäusern und sehr flachen Erkern mit Putzgliederung in historisierenden Formen, um 1910 | D-1-62-000-1882 Wikidata   | weitere Bilder                                                                                     |
| Johann-Michael-Fischer-Platz 1/3 (Standort)                                                          | Klostergebäude der Barmherzigen Schwestern, die Kirche St. Michael symmetrisch flankierende Bauten                                                      | Dreigeschossige Putzbauten mit Walmdach, Nordflügel 1750, Südflügel von Georg Berlinger 1919 | D-1-62-000-1068 Wikidata   | Klostergebäude der Barmherzigen Schwestern, die Kirche St. Michael symmetrisch flankierende Bauten |
| Johann-Michael-Fischer-Platz 2 (Standort)                                                            | Ehemalige Hofkirche St. Michael, jetzt katholische Pfarrkirche                                                                                          | Zentralbau mit Doppelturmfassade, drei aufeinanderfolgende Kuppelräume mit Halbsäulengliederung und querovalem Altarraum, Rokoko, von Johann Michael Fischer, 1728–51; mit Ausstattung | D-1-62-000-1069 Wikidata   | weitere Bilder                                                                                     |
| Josephsburgstraße 10 (Standort)                                                                      | Ehemaliges Bauernhaus, Einfirsthof | Zweigeschossiger, giebelständiger Satteldachbau mit Balusterbalkon, zweite Hälfte 19. Jahrhundert | D-1-62-000-3121 Wikidata   | weitere Bilder                                                                                     |
| Josephsburgstraße 20a (Standort)                                                                     | Ehemalige Sölde (Sechzehntel Hof) | sogenanntes Wasnerhaus, eingeschossiger verputzter Schopfwalmbau ohne Dachüberstand, über rechteckiger Grundfläche, 1811 (dendro.-dat.), nach 1858 in die Anlage des Instituts der Englischen Fräulein einbezogen | D-1-62-000-8656            | BW                                                                                                 |
| Josephsburgstraße 20/20a/22/24 (Standort)                                                            | Nebengebäude des ehemaligen Instituts der Englischen Fräulein                                                                                           | Zweigeschossiger, traufseitiger Satteldachbau mit Gurtgesims, klassizistisch, wohl erste Hälfte 19. Jahrhundert Ehemaliges Wirtschaftsgebäude, südlich anschließend, erdgeschossiger Satteldachbau, wohl gleichzeitig | D-1-62-000-3122 Wikidata   | weitere Bilder                                                                                     |
| Josephsburgstraße 22/24 (Standort)                                                                   | Ehemaliges Jagdschlösschen für Herzog Ferdinand Maria Innozenz von Bayern, dann Institut der Englischen Fräulein, heute Mädchenrealschule und Pfarrbüro | Dreigeschossiger, traufseitiger Putzbau mit östlich abgewalmtem Satteldach, flachem Mittelrisalit und gartenseitigem Bodenerker, um 1732, um 1840 umgebaut Ehemalige Loretokirche, jetzt koptisch-orthodoxe Kirche, Rohziegelbau mit Satteldach und Ostturm mit Spitzhelm, romanisierend, 1851–52 Einfriedung, gefelderte Mauer mit Pfosten, verputzt, zweite Hälfte 19. Jahrhundert        | D-1-62-000-3123 Wikidata   | weitere Bilder                                                                                     |
| Josephsburgstraße 20/20a/22/24 im Garten des ehemaligen Instituts der Englischen Fräulein (Standort) | Kreuzweg mit 14 Stationen | Steingehäuse mit Satteldächlein und Bildnische, wohl spätes 19. Jahrhundert Instandsetzung 2023/24 | D-1-62-000-8657 Wikidata   | Kreuzweg mit 14 Stationen                                                                          |
| Josephsburgstraße 29 (Standort)                                                                      | Kleinhaus | Erdgeschossiger, traufseitiger Satteldachbau, wohl um 1800 | D-1-62-000-3124 Wikidata   | weitere Bilder                                                                                     |
| Kreillerstraße 25, Nähe Baumkirchner Straße (Standort)                                               | Villa | Zweigeschossiger Satteldachbau mit Risaliten, Holzschnitzereien und Dachreiter, Heimatstil, um 1900 Zugehörig Garten, gleichzeitig Gartenhaus, erdgeschossiger Holzbau mit Schopfwalmdach, Blendfachwerk und Veranda, Heimatstil, gleichzeitig Reste der Einfriedung an der Straßenseite, Kalksteinpfeiler und Pfeilgitterzaun, gleichzeitig                                                | D-1-62-000-610 Wikidata    | weitere Bilder                                                                                     |
| Mühldorfstraße 28 (Standort)                                                                         | Villa in Ecklage | Zweigeschossiger Mansardwalmdachbau mit geschweiften Zwerchgiebel, Eisenbalkon, Erkern und polygonalem Eckturm, in reduziert barockisierenden Formen, von Ludwig C. Lutz 1898 Einfriedung, Eisengitterzaun und Steinpfeiler, gleichzeitig | D-1-62-000-4631 Wikidata   | weitere Bilder                                                                                     |
| Neumarkter Straße 1 (Standort)                                                                       | Apparate-, Fabrikations- und Werkstattgebäude der Bundesmonopolverwaltung für Branntwein                                                                | Turmartiger Hochbau in Betonbauweise mit abgerundeten Ecken und gläserner Vorhangfassade an den Längsseiten und mit zweigeschossigem Nebenflügel, von Adolf und Helga Schnierle in Zusammenarbeit mit Finanzbauamt München, 1973–76 | D-1-62-000-9119 Wikidata   | Apparate-, Fabrikations- und Werkstattgebäude der Bundesmonopolverwaltung für Branntwein           |
| Permoserplatz (Standort)                                                                             | Wegkreuz mit Madonna und hölzerne Überdachung, neugotisch, Ende 19. Jahrhundert                                                                         | Neugotisch, Ende 19. Jahrhundert | D-1-62-000-5216 Wikidata   | Wegkreuz mit Madonna und hölzerne Überdachung, neugotisch, Ende 19. Jahrhundert                    |
| Piusstraße 7 (Standort)                                                                              | Katholische Pfarrkirche St. Pius | Geschlämmter Backsteinbau mit monumentalem, traufseitigem Fassadenblock mit Satteldach und offener Portalvorhalle, Wandpfeilerkirche mit flacher Holzdecke und flach geschlossenem Chorraum, in Anklängen an das Neue Bauen, von Richard Berndl, 1931/32; mit Ausstattung | D-1-62-000-5365 Wikidata   | weitere Bilder                                                                                     |
| Schildensteinstraße 15/17 (Standort)                                                                 | Evang.-luth. Offenbarungskirche | Sichtziegelbau mit flachem Satteldach und freistehendem sechseckigen Kirchturm, längsgerichteter Kirchenraum mit Halbempore im Seitenschiff auf Dreiecksraster, Oberlichtgaden aus dreieckigen Betonelementen, von Johann-Christoph Ottow und Helmut von Werz, 1960/61; Altarkreuze von Eva Mosack.                                                                                         | D-1-62-000-9954            | weitere Bilder                                                                                     |
| Schüleinplatz (Standort)                                                                             | Sogenannter Schüleinbrunnen | Nagelfluh-Becken mit profilierter Säule und Bronzefigur, von Julius Seidler 1928 | D-1-62-000-6324 Wikidata   | weitere Bilder                                                                                     |
| Sonnwendjochstraße 54c (Standort)                                                                    | Hochbunker Sonnwendjochstraße | Freistehender, viergeschossiger und turmartiger Betonbau über achteckigem Grundriss mit Zeltdach und monumentaler Freitreppe, in der Tradition des spätmittelalterlich-fühneuzeitlichen Wehrbaus, nach Plänen des städtischen Hochbauamtes (Stadtbaurat Karl Meitinger) 1941 | D-1-62-000-7812 Wikidata   | weitere Bilder                                                                                     |
| Sonnwendjochstraße 76 (Standort)                                                                     | Wohnhaus | zweigeschossiger Walmdachbau mit Erker und Balkonanbau, in strengen Heimatstilformen, von Hermann Strebel, 1937/38; mit Einfriedung, gleichzeitig | D-1-62-000-11082           | Wohnhaus                                                                                           |
| St.-Michael-Straße 4 (Standort)                                                                      | Mietshaus | Viergeschossiger, traufseitiger Satteldachbau mit Zwerchgiebel und Stilmotiven der deutschen Renaissance und des Jugendstils, von Joseph Berlinger, bezeichnet „1900“ | D-1-62-000-6101 Wikidata   | weitere Bilder                                                                                     |
| Tomannweg 3 (Standort)                                                                               | Villa | Zweigeschossiger Walmdachbau mit Zwerchhausrisaliten und polygonalem Eckerkerturm mit Zwiebelhaube, in Formen der deutschen Renaissance, von Georg Giunin, 1901 Gartenpavillon, Holzkonstruktion mit Zeltdach und Turmaufsatz, gleichzeitig Vorgarten-Einfriedung, Pfeilgitterzaun und verputzte Mauer, gleichzeitig                                                                        | D-1-62-000-708 Wikidata    | weitere Bilder                                                                                     |
| Nähe Truderinger Straße; Truderinger Straße (Standort)                                               | Kilometerstein | Steinsäule, zweite Hälfte 19. Jahrhundert | D-1-62-000-6994 Wikidata   | Kilometerstein                                                                                     |

## Ehemalige Baudenkmäler
In diesem Abschnitt sind Objekte aufgeführt, die früher einmal in der Denkmalliste eingetragen waren, jetzt aber nicht mehr. Objekte, die in anderem Zusammenhang – also z. B. als Teil eines Baudenkmals – weiter eingetragen sind, sollen hier nicht aufgeführt werden. Aktennummern in diesem Abschnitt sind ehemalige, jetzt nicht mehr gültige Aktennummern.

| Lage                              | Objekt  | Beschreibung                                         | Akten-Nr. | Bild    |
| --------------------------------- | ------- | ---------------------------------------------------- | --------- | ------- |
| Baumkirchner Straße 53 (Standort) | Voglhof | Nach Entkernung 1991 aus der Denkmalliste gestrichen |           | Voglhof |

## Abgegangene Baudenkmäler
In diesem Abschnitt sind Objekte aufgeführt, die früher einmal in der Denkmalliste eingetragen waren, jetzt aber nicht mehr existieren, z. B. weil sie abgebrochen wurden. Aktennummern in diesem Abschnitt sind ehemalige, jetzt nicht mehr gültige Aktennummern.

| Lage                               | Objekt    | Beschreibung                                                                                          | Akten-Nr. | Bild |
| ---------------------------------- | --------- | --- | --------- | ---- |
| Clemens-August-Straße 5 (Standort) | Kleinhaus | Erdgeschossig, erste Hälfte 19. Jahrhundert; existiert nicht mehr, durch mehrstöckigen Neubau ersetzt |           | BW   |